# نظام ستاره‌سالاری

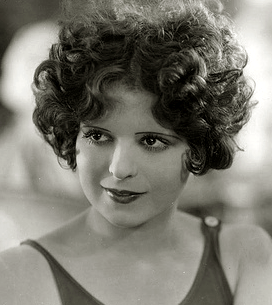
Kelara Bow (1927)یکی از ستارگان سینمای امریکا

نظام ستاره‌سالاری (انگلیسی: Star system) اصلی در سینمای آمریکا برای فراهم آوردن پشتوانه مالی برای تولید فیلم‌های سینمایی و بازاریابی آن‌ها با استفاده از جذابیت ستارگان سینمایی که قرار است در این فیلم‌ها ظاهر شوند.
این سیستم ابتدا در اولین دهه تاریخ سینما در هالیوود شکل گرفت و به‌سرعت به دستمزدهای گزاف بازیگران منجر شد.